# Ивановка (Белоцерковский район)
Ива́новка (укр. Іванівка) — село, входит в Белоцерковский район Киевской области Украины.
Население по переписи 2001 года составляло 971 человек.
Через село протекает река Красный.

## История
В 1946 г. указом ПВС УССР село Янковка переименовано в Ивановку

## Местный совет
09145, Киевская обл., Белоцерковский р-н, с. Ивановка, ул. Центральная, 73